# 1936년 동계 올림픽 스피드스케이팅 남자 10000m
1936년 동계 올림픽 스피드 스케이팅의 남자 10000m 종목은 1936년 2월 14일에 진행되었다. 14개국에서 온 30명의 선수들이 참가하였다. 아래의 기록 문단은 대회 이전에 세워진 기록이다.

## 결과
| 순위 | 선수                      | 기록    |
| ---- | ------------------------- | ------- |
| 1    | 이바르 발랑루 (NOR)       | 17:24.3 |
| 2    | 비르이르 바세니우스 (FIN) | 17:28.2 |
| 3    | 막스 스티플 (AUT)         | 17:30.0 |
| 4    | 찰스 매티에센 (NOR)       | 17:41.2 |
| 5    | 오시 블롬크비스트 (FIN)   | 17:42.4 |
| 6    | 얀 랑에디크 (NED)         | 17:43.7 |
| 7    | 안테로 오얄라 (FIN)       | 17:46.6 |
| 8    | 에디 슈로에더 (USA)       | 17:52.0 |
| 9    | 야누시 칼바르치크 (POL)   | 17:54.0 |
| 10   | 미카엘 스타크스루드 (NOR) | 17:56.7 |
| 11   | 카를 바줄레크 (AUT)       | 17:57.1 |
| 12   | 빌리 잔트너 (GER)         | 18:02.0 |
| 13   | 김정연 (JPN)              | 18:02.7 |
| 14   | 라슬로 히드베지 (HUN)     | 18:04.0 |
| 15   | 하인츠 자메스 (GER)       | 18:04.3 |
| 16   | 돌프 판 데 쉬르 (NED)     | 18:04.9 |
| 17   | 로우로프 쿱스 (NED)       | 18:11.5 |
| 18   | 에드바르 방베리 (NOR)     | 18:15.8 |
| 19   | 알퐁스 뵈르진느슈 (LAT)   | 18:22.5 |
| 20   | 라우 디크스트라 (NED)     | 18:23.6 |
| 21   | 토마스 화이트 (CAN)       | 18:25.3 |
| 22   | 악셀 요한손 (SWE)         | 18:38.2 |
| 23   | 아르비즈 례네크스 (LAT)   | 18:41.2 |
| 24   | 빌헬름 뢰빙에르 (AUT)     | 18:46.5 |
| 25   | 이성덕 (JPN)              | 18:50.3 |
| 26   | 장우식 (JPN)              | 19:00.1 |
| 27   | 프란츠 오르트너 (AUT)     | 19:19.1 |
| 28   | 샤를 드 리그네 (BEL)      | 23:32.9 |
| –    | 로버트 페테르센 (USA)     | DNF     |
| –    | 알렉산데르 미트 (EST)     | DNF     |

## 메달 집계

### 메달리스트
| 종목        | 금                       | 은                           | 동                         |
| ----------- | ------------------------ | ---------------------------- | -------------------------- |
| 남자 10000m | 이바르 발랑루 · 노르웨이 | 비르이르 바세니우스 · 핀란드 | 막스 스티에플 · 오스트리아 |

## 범례
|  | 세계 신기록                  |  |                   | 아프리카 신기록 |                      | Q | 예선 통과 |
|  | 올림픽 신기록                |  | 북아메리카 신기록 | DNS             | 경기를 시작하지 않음 |   |           |
|  |                              |  | 아시아 신기록     | DNF             | 경기를 마치지 않음   |   |           |
|  | 국가 신기록                  |  | 유럽 신기록       | DSQ             | 실격                 |   |           |
|  | 개인 최고 기록 (개인 신기록) |  | 오세아니아 신기록 | WD              | 기권                 |   |           |
|  | 시즌 최고 기록 (시즌 신기록) |  | 남아메리카 신기록 | NM              | 기록 없음            |   |           |

## 참조
- (영어) IOC 데이터베이스
- (폴란드어) Wudarski, Pawel (1999). “Wyniki Igrzysk Olimpijskich”. 2008년 10월 14일에 원본 문서에서 보존된 문서. 2008년 5월 16일에 확인함.